# Вулиця Павла Корчагіна
Вулиця Павла Корчагіна (крим. Pavla Korçahina soqaq) — вулиця в Гагарінському районі Севастополя, в Комишовій бухті.
Названа на честь Павла Корчагіна, літературного персонажа пропагандистського роману радянського письменника Миколи Островського "Як гартувалася сталь".